# Mikael Salomon
Pour les articles homonymes, voir Salomon.
Mikael Salomon, né le 24 février 1945 à Copenhague, est un réalisateur et directeur de la photographie danois.

## Biographie
Il travaille au Danemark, principalement comme directeur de la photographie, sur une cinquantaine de films de la fin des années 1960 à celle des années 1980 avant de s'expatrier aux États-Unis, où son talent pour filmer des scènes dans des conditions difficiles est notamment mis à l'épreuve dans les films Abyss (1989) et Backdraft (1991). Il est nommé pour Abyss à l'Oscar de la meilleure photographie et pour Backdraft à celui des meilleurs effets visuels.
Il passe à la réalisation en 1993 avec son long métrage Kalahari. Après son deuxième film, Pluie d'enfer (1998), il travaille essentiellement comme réalisateur pour la télévision. Il remporte en 2002 le Primetime Emmy Award de la meilleure réalisation pour une mini-série ou un téléfilm pour son travail de réalisateur sur la mini-série Frères d'armes.

## Filmographie

### Directeur de la photographie
- 1970 : Caresses interdites de Joseph W. Sarno
- 1971 : Welcome to the Club de Walter Shenson
- 1972 : Population zéro de Michael Campus (en)
- 1986 : Gauguin, le loup dans le soleil de Henning Carlsen
- 1986 : Les Rues de mon enfance d'Astrid Henning-Jensen
- 1987 : L'Homme qui brisa ses chaînes (téléfilm) de Daniel Mann
- 1988 : Zelly and Me de Tina Rathborne
- 1988 : Torch Song Trilogy de Paul Bogart
- 1989 : Abyss de James Cameron
- 1989 : Always de Steven Spielberg
- 1990 : Arachnophobie (Arachnophobia) de Frank Marshall
- 1991 : Backdraft de Ron Howard
- 1992 : Horizons lointains (Far and Away) de Ron Howard

### Réalisateur

#### Cinéma
- 1993 : Kalahari
- 1998 : Pluie d'enfer (Hard Rain)
- 2014 : Freezer (en)

#### Télévision
- 1998 : Nash Bridges (saison 4, épisode 6)
- 1999 : Aftershock : Tremblement de terre à New York (Aftershock: Earthquake in New York) (mini-série)
- 2000 : Le Secret du vol 353 (Sole Survivor) (téléfilm)
- 2001 : Alias (série TV) - saison 1, épisode 3
- 2001 : Frères d'armes ( Band of Brothers) - saison 1, épisodes 3 et 10)
- 2001 : Espions d'État (The Agency) (série TV) - 3 épisodes
- 2004 : État d'alerte (The Grid) (série TV) - 6 épisodes
- 2004 : Salem ( Salem's Lot) (mini-série)
- 2005 : Rome (série TV) - saison 1, épisode 11
- 2006 : Rêves et Cauchemars (Nightmares and Dreamscapes: From the Stories of Stephen King) (mini-série) - épisodes 4 et 7
- 2006 : Fallen (mini-série)
- 2007 : The Company - 6 épisodes
- 2008 : La Menace Andromède (The Andromeda Strain) (mini-série)
- 2008 : Flirt à Hawaï (Flirting with Forty) (téléfilm)
- 2009 : La Détresse d'une mère (Natalee Holloway) (téléfilm)
- 2011 : Camelot (série TV) - 3 épisodes
- 2010 : L'Homme aux mille visages (Who Is Clark Rockefeller?) (téléfilm)
- 2010 : The Lost Future (téléfilm)
- 2012 : L'Intouchable Drew Peterson (Forget Me Never) (téléfilm)
- 2012 : Les Naufragés du lagon bleu (Blue Lagoon: The Awakening) (téléfilm)
- 2014 : Falling Skies (série TV) - saison 4, épisode 3)
- 2014 : Détour mortel (Big Driver) (téléfilm)
- 2015-2016 : Powers (série TV) - 5 épisodes
- 2017 : The Expanse (série TV) - 2 épisodes
- 2017 : Esprits criminels : Unité sans frontières ( Criminal Minds: Beyond Borders) (série TV) - 1 épisode
- 2017 : Valor (série TV) - 1 épisode
- 2017 : The Long Road Home (mini-série) - 3 épisodes
- 2017-2018 : Six (série TV) - 3 épisodes
- 2018 : The Brave (série TV) - 1 épisode